# 北俱盧洲
北俱盧洲（羅馬化：úttara-kuru），又譯為北具盧洲、北俱蘆洲、北拘盧洲、北鳩留洲、北高勝洲、北高上洲、鬱單越、鬱怛囉俱蘆、鬱多羅、鬱單越、郁多羅鳩留、嗢怛羅矩嚕、北洲等，為婆羅門教與佛教以及耆那教中的大陆之一，位於北方。为佛教四大部洲中唯一不闻佛法之处，人民只享痴福。俱盧是印度吠陀文明时期的部族，而北俱盧是俱盧以北或喜马拉雅山以北的部族。
洪呼王（月亮王朝中的首位国王）在位期间，北俱盧与俱盧國同属一个俱盧帝国。阿周那曾在北俱盧为堅戰王的王祭收集祭品。史诗还提到他们遵循的是没有君主的共和制度。

## 詞源
梵語義爲「北、高、遠」，和希臘語（hústeros；義爲後部、尾部、秘密的）同源；音譯爲「鬱怛囉」、「郁多羅」等，故“鬱怛囉洲”本身就義爲“北洲”。因本意就是高、上，所以也作「高勝」、「高上」、「福地」。
音譯爲「拘盧」、「鳩留」等，原爲北印度地區的稱呼，代指北部洲。

## 往世书
根据往世书中的描述，北俱盧位于现世之中。大地由七个同心环形大陆构成，又由七个环形海分别将各大陆围绕隔开。中央大陆为贍部洲，贍部洲由九部分组成，北俱盧为其中之一。

## 概論
《阿含經》稱：“北面有洲，名鬱單越，其地縱廣十千由旬，四方正等”。《阿毘曇論》說：「地方高大，定壽千歲，無諸苦，常受樂，勝餘洲，故名高勝」。由多聞天王居住、護持。
北俱盧洲地多山，山側有諸園觀浴池，共有四個遊樂苑，即善現苑、普賢苑、善華苑、喜樂苑。